# Somfalu
Somfalu település Romániában, Máramaros megyében.

## Fekvése
Máramaros megyében, a Bükk-hegységben, Felsőboldád és Bikácfalva között fekvő település.

## Története
Somfalu nevét az oklevelek 1451-ben említették először Somtelek, 1719-ben pedig Somfalu néven.
1451-ben Báthory Szaniszló fiának Istvánnak ítélték Kusalyi Jakcs László fiai András és László ellenében, a falu későbbi időkben a Drágfi család birtoka lett, majd elpusztult.
1715-ben még mindig a lakatlan falvak között említették nevét.
1720-ban végzett összeíráskor itt 2 jobbágy, 3 zsellér, összesen 5 háztartás fizetett adót, valamennyien oláhok.
1890-ben 734 lakost számoltak össze itt, ebből 6 magyar, 711 oláh, 17 egyéb nyelvű volt, melyből 1 római katolikus, 712 görögkatolikus, 2 református, 19 izraelita volt. Házainak száma ekkor 138 volt.
Somfalu a trianoni békeszerződés előtt Szilágy vármegye Szilágycsehi járásához tartozott.

## Nevezetességek
- Görögkatolikus kőtemploma – 1868-ban épült. Anyakönyvet 1824-től vezetnek.